# Josephs Quartzy
Josephs Quartzy (* 16. April 1999 in Musoma, Tansania) ist ein tansanischer Schauspieler, Sänger und Autor. Bekannt wurde er vor allem für seine Rolle des Nhwale in dem Liebesfilm Mr. Local Man und für seine Rolle in der ITV-Dramaserie JQ Knew That aus dem Jahr 2021, bei der er Co-Regisseur war. Er ist Mitglied des Musikduos The Eastern Bandits. Josephs Quartzy ist Moderator der Fernsehsendung The Real Past Show von BTN, die er seit nunmehr drei Staffeln moderiert.

## Leben
Josephs Quartzy wurde 1999 als erster Sohn von Johannes Joseph und Agness R. Nyanokwe geboren.
Geboren als Joseph Marwa, wurde Josephs Quartzy im ländlichen Distrikt Musoma, Mara, Tansania, geboren, zog aber in jungen Jahren in die Region Kagera, wo er 21 Jahre verbrachte. Er begann seine Ausbildung 2004 in der Biharamulo Roman Catholic-Kindergartenschule und besuchte dann die Umoja-Grundschule (2005–2011). Er begann seine Sekundarschulbildung an der Kagango-Sekundarschule (2012–2013), musste aber seine Studienkarriere an der Kagango-Sekundarschule kurz beenden Aus familiären Gründen wechselte er dann in die Mahende Secondary School (2013–2016), eine Schule in seiner Geburtsregion (Mara). Er hatte seinen Highschool-Abschluss an der Mubaba High School (2017–2019) und ging 2020 aufs College. Josephs Quartzy wuchs als Siebenten-Tags-Adventist auf.

## Diskographie
Josephs Quartzy ist seit 2017 Mitglied der Musikgruppe The Eastern Bandits und hatte zuvor eine Solokarriere.

### The Eastern Bandits
2017 lernte Josephs Quartzy Damian Addy kennen, einen Rapper und Mitschüler, der seine Musik und seine Kompositionen liebte. Nach einigen Kooperationen gründeten sie eine Musikgruppe, die ein erfolgreiches Studioalbum mit den Songs Love Me produzierte,Life, Surrender und viele mehr.

### Solokarriere
Josephs Quartzy hatte von 2007 bis zu seinem Treffen mit Damian Addy 2017 eine Solokarriere als Gospelsänger. Er setzte seine Karriere als Afrobeat-Musiker fort, als es nach dem Schulabschluss schwierig war, als Gruppe zu arbeiten. Er baute seine eigene Solokarriere mit Songs wie I’m a Rider, Woods,Shore und Rising Star weiter aus.

## Filmografie
Als Schauspieler debütierte Josephs Quartzy im Jahr 2015 im Aisha-Film und ist seitdem in Filmen wie Mission XVI (2019), Mr Local Man(2019), Not so different (2020) und Lucifer and the Great Controversy(2020). 2021 trat er als Hauptdarsteller in der ITV-Dramaserie JQ Knew That auf.

### Filme
- 2015: Aisha
- 2017: T-Junction
- 2018: Tanzania Transit
- 2019: Mr. Local Man
- 2019: Africa
- 2018: Fatuma
- 2018: NIGGA
- 2020: Lucifer'e and the great Controversy
- 2019: Mission Xvi
- 2020: Not so different
- 2022: Homeboy Never Fails

### Fernsehen
Josephs Quartzy ist bis heute in drei Fernsehprogrammen aufgetreten, darunter JQ Knew That,Big Brother und in Kombolela(Sitcom). Josephs Quartzy ist der Moderator von BTNs The Real Past Show, die er drei Staffeln hintereinander moderiert hat
- 2019–: The Real Past With Josephs Quartzy
- 2021–2022: JQ Knew That
- 2021–: Kombolela
- 2021: Big Brother – Nagwa

## Veröffentlichungen
Als Autor begann Josephs Quartzy seine Karriere im Jahr 2018, als er noch ein Gymnasiast war, und schrieb Bücher wie New People in Codes, The World of Philosophy, Life's Telescope und Malaika aliyepotea, die nie veröffentlicht oder unterstützt wurden. Er plant, diese umzuschreiben.
Anfang 2021 brachte Quartzy die Bücher I Married a dead woman, Wonder wife und The Power of Love heraus, die keine positive Resonanz fanden.
I

## Werke
- A Tale of an Intelligent Psychopath: Based on a True story. 2022, ISBN 978-9-3561-0498-3.
- Irene: The Andromeda. 2022, ISBN 978-93-5610-584-3.
- A Blessed Curse. 2022, ISBN 978-93-5667-088-4.